# María Cristina Alcalde
María Cristina Alcalde es una investigadora, antropóloga, docente y escritora peruana-estadounidense; profesora Marie Rich Endowed de Estudios de Mujeres y Género en la Universidad de Kentucky. Es también vicedecana de Inclusión e Internacionalización en la Facultad de Artes y Ciencias de la Universidad. Asimismo, es miembro afiliado de la facultad en los Departamentos de Teoría social, Estudios latinoamericanos, Caribeños, y Latinos y en Antropología. Trabaja con el Centro de Estudios sobre Violencia Contra las Mujeres. 
Sus investigaciones se enfocan sobre violencia de género, migraciones, exclusión, razas y etnicización.

## Educación
La Dra. Alcalde obtuvo su Masters of Arts y su Ph.D, defendiéndo sus tesis, por la Universidad de Indiana en Estudios latinoamericanos y en antropología, respectivamente.

## Estudios
Alcalde realiza investigaciones en violencia doméstica, particularmente en contextos de Perú (su país de origen) y sobre "interconexiones entre violencia íntima, institucional y estructural en Perú y entre los latinos en EE. UU. así como sobre el machismo y la maternidad".
Ha escrito ensayos sobre las responsabilidades de prevenir la violencia doméstica y proteger a quienes están siendo abusados, y tales cuestiones no pertenecen a ninguna persona o institución, sino que incluye, integralmente, a la policía, los fiscales, ministerios, cortes judiciales, y el público.